# Tmesisternus griseus
Tmesisternus griseus è una specie di coleottero del genere Tmesisternus, famiglia Cerambycidae. Fu descritta scientificamente da James Thomson nel 1865 e abita frequentemente le foreste tropicali della Papua Nuova Guinea. È una specie che raggiunge dimensioni tra i 12 e i 17 mm.